# Agnès d'Antioche
Agnès de Châtillon ou Agnès d'Antioche, née vers 1154 et morte en 1184, est une reine de Hongrie, épouse du roi Béla III.
Elle est la fille de Renaud de Châtillon, prince d'Antioche par son premier mariage avec Constance d'Antioche. Son père est fait prisonnier en 1160 par les musulmans et reste captif pendant dix-sept ans.
En 1170, Agnès rejoint à Constantinople sa demi-sœur Marie d'Antioche, mariée à l'empereur byzantin Manuel Ier Comnène. À la cour, elle reçoit le prénom d’Anne ; son beau-frère l’empereur la marie au prince héritier Béla de Hongrie, dont les fiançailles avec Marie Comnène, la fille de Manuel Ier, viennent d'être rompues. Les nouveaux époux effectuent un pèlerinage à Jérusalem et font une donation aux chevaliers de l'Ordre des Hospitaliers.
Le roi Étienne III de Hongrie meurt en 1172, Béla III lui succède et le couple part pour la Hongrie, où Agnès est connue sous le nom d'Anne. Du mariage de Béla III et d’Agnès naissent :  
- Émeric (1174-1204)[1], roi de Hongrie ;
- Marguerite (1175- morte après 1223), mariée en 1185 à l'empereur byzantin Isaac II Ange[1], puis en 1204 à Boniface Ier de Montferrat, roi de Thessalonique[1], et en troisièmes noces à Nicolas de Saint-Omer ;
- André II (1176-1235), roi de Hongrie[1] ;
- Constance (morte en 1240), mariée en 1198 au roi Ottokar Ier de Bohême[1].

Agnès meurt en 1184, âgée d’environ trente ans ; elle est enterrée à Székesfehérvár. À la fin du XIXe siècle, ses restes sont découverts par des archéologues qui effectuent des fouilles dans la cathédrale de Székesfehérvár, ils sont ensuite transportés dans l’église Mathias à Budapest, près de ceux de son mari.

## Source de la traduction
- (en) Cet article est partiellement ou en totalité issu de l’article de Wikipédia en anglais intitulé « Agnes of Antioch » (voir la liste des auteurs).